# Zustandsgleichung von Martin-Hou
Die Zustandsgleichung von Martin-Hou ist eine Zustandsgleichung für reale Gase.
Die Gleichung lautet
{\displaystyle p={\frac {R\,T}{v_{sv}-b}}+\sum _{i=2}^{n}{\bigg [}{\frac {A_{i}+B_{i}\,T+C_{i}\,e^{({\frac {-k\,T}{T_{c}}})}}{(v_{sv}-b)^{i}}}{\bigg ]}\quad {\mbox{mit}}\quad n=5\quad {\mbox{oder}}\quad n=6}
dabei sind
- {\displaystyle b,k} – Koeffizienten
- {\displaystyle A,B,C}  – Koeffizienten
- {\displaystyle i,n} – Zählvariable oder Index oder Zahl
- {\displaystyle p} – ist der Druck in [kPa (abs)]
- {\displaystyle R} – spezifische Gaskonstante in [J/(kg K)]
- {\displaystyle T} – ist die absolute Temperatur in [K]
- {\displaystyle T_{c}} – Temperatur am  kritischen Punkt in [K]
- {\displaystyle v_{sv}} – spezifisches Volumen des überhitzten Dampfes in [m³/kg]

Die Gleichung kann in unterschiedlichen Einheitensystemen verwendet werden (z. B. SI oder IP), daher ist darauf zu achten, dass man die korrekten Koeffizienten für die Gleichung benutzt. Weiter handelt es sich um eine Zahlenwertgleichung, sodass man beachten muss, die Variablen einheitenlos einzusetzen.